# Chusaris opisthospila
Chusaris opisthospila är en fjärilsart som beskrevs av Turner 1909. Chusaris opisthospila ingår i släktet Chusaris och familjen nattflyn. Inga underarter finns listade i Catalogue of Life.